# جيل غاريدو
جيل غاريدو (بالإسبانية: Gil Garrido)‏ هو لاعب كرة قاعدة بنمي، ولد في 26 يونيو 1941 في بنما في بنما.